# Liste der Kulturdenkmäler in Gondenbrett
In der Liste der Kulturdenkmäler in Gondenbrett sind alle Kulturdenkmäler der rheinland-pfälzischen Ortsgemeinde Gondenbrett einschließlich der Ortsteile Niedermehlen, Obermehlen und Wascheid aufgeführt. Grundlage ist die Denkmalliste des Landes Rheinland-Pfalz (Stand: 27. Juni 2022).

## Einzeldenkmäler
| Bezeichnung                                 | Lage                                               | Baujahr                           | Beschreibung | Bild                           |
| ------------------------------------------- | -------------------------------------------------- | --------------------------------- | --- | ------------------------------ |
| Katholische Pfarrkirche St. Dionysius       | Gondenbrett, Dorfstraße Lage                       | 1845/46                           | blockhafter historisierender Bruchstein-Saalbau mit ortsbildprägendem Turm, 1845/46, Architekt angeblich Kreisbaumeister Guischard | weitere Bilder Fotos hochladen |
| Friedhofskreuz                              | Gondenbrett, Friedhofstraße, auf dem Friedhof Lage | erste Hälfte des 17. Jahrhunderts | hohes Balkenkreuz, erste Hälfte des 17. Jahrhunderts | BW                             |
| Hofanlage                                   | Niedermehlen, Bleialfer Straße 10/12 Lage          | um 1800                           | Dreiseithof; stattliches Wohnhaus mit Walmdach, wohl um 1800, Wirtschaftsflügel mit Wohnteil, im Kern aus der ersten Hälfte des 19. Jahrhunderts oder älter, Blattmaske (16. Jahrhundert?); Gesamtanlage mit Stallscheune; Balkenkreuz, Schiefer, (angeblich ehemals bezeichnet) 1834 | BW                             |
| Katholische Filialkirche Vierzehn Nothelfer | Niedermehlen, Kapellenweg Lage                     | 1871                              | kleiner, dreiseitig geschlossener Saalbau, 1871 | weitere Bilder Fotos hochladen |
| Hofanlage                                   | Niedermehlen, Kapellenweg 6 Lage                   | 1835                              | große Hofanlage; stattliches Wohnhaus, bezeichnet 1835, Wirtschaftsgebäude, in jüngerer Zeit verlängert | Fotos hochladen                |
| Wegekreuz                                   | Obermehlen, Ortsstraße, bei Nr. 32 Lage            | 1850                              | Schaftkreuz, bezeichnet 1850 | Fotos hochladen                |
| Katholische Filialkirche St. Jesu Namen     | Wascheid, Hauptstraße Lage                         | 1795                              | kleiner Saalbau mit Dachreiter, wohl von 1795, Sakristeianbau jünger; mit Ausstattung | weitere Bilder Fotos hochladen |

## Ehemalige Kulturdenkmäler
| Bezeichnung | Lage                                | Baujahr | Beschreibung | Bild |
| ----------- | ----------------------------------- | ------- | --- | ---- |
| Schulhaus   | Gondenbrett, Mehlener Straße 9 Lage | 1830    | ehemalige Schule; wohnhausartiger Putzbau, bezeichnet 1830, fünfte Achse jünger; abgebrochen und aus Denkmalliste gelöscht | BW   |